# Аулиеагаш (Павлодарская область)
Аулиеагаш (каз. Әулиеағаш; до 2023 года — Воскресенка) — село в Теренкольском районе Павлодарской области Казахстана. Административный центр и единственный населённый пункт Аулиеагашского сельского округа. Код КАТО — 554845100.

## Население
В 1999 году население села составляло 1033 человека (486 мужчин и 547 женщин). По данным переписи 2009 года, в селе проживало 477 человек (234 мужчины и 243 женщины).